# Tadeusz Miczka
Tadeusz Miczka (ur. 1952) – filmoznawca, medioznawca, kulturoznawca.

## Życiorys
W latach 1985–1986 pracował na Wydziale Filologicznym Uniwersytetu Jagiellońskiego. Na uczelni tej w 1989 uzyskał habilitację z zakresu literaturoznawstwa i filmoznawstwa. W 1995 uzyskał tytuł profesora.
Z Uniwersytetem Śląskim w Katowicach związany od 1976. Pracował na Wydziale Filologicznym oraz na Wydziale Radia i Telewizji. W latach 1985–1986 również p.o. kierownika Zakładu Historii i Teorii Filmu a w latach 1990-1994 kierownik tegoż zakładu, współtworzył śląskie filmoznawstwo i medioznawstwo. Obecnie jest kierownikiem Zakładu Komunikacji Kulturowej (od początku jego istnienia). 
Od 30 lat prowadzi badania z zakresu interdyscyplinarnie zorientowanego literaturoznawstwa, z teorii i historii filmu, telewizji i nowych mediów, estetyki porównawczej, komparatystyki kulturowej, komunikologii (komunikacji kulturowej), dziejów XX-wiecznych totalitaryzmów (związków kina z dwudziestowiecznymi totalitaryzmami), historii awangard artystycznych oraz edukacji filmowej i medialnej. 
Współpracuje z uczelniami 26 krajów, w ostatnim czasie przede wszystkim uniwersytetami hiszpańskimi i Ameryki Środkowej i Południowej. Od 25 lat w Polsce i za granicą, na uniwersytetach w Meksyku, Włoszech, Czechach, Słowacji, na Litwie, w Macedonii, Niemczech, Włoszech wykłada zagadnienia kina i kultury audiowizualnej. Był stypendystą rządu włoskiego w mediolańskiej Scuola Superiore della Comunicazione Sociali — Università Cattolica del Sacro Cuore oraz pięciokrotnie włoskich uniwersytetów. 
Autor i współautor 10 książek oraz ponad 200 artykułów naukowych, redaktor i współredaktor kilku publikacji zbiorowych, tłumacz tekstów z języka włoskiego i rosyjskiego. 

## Wybrane publikacje
- Inspiracje plastyczne w twórczości filmowej i telewizyjnej Andrzeja Wajdy (1987)
- Czas przyszły niedokonany (1988)
- Dwutomowa historii kina włoskiego (1992, 1993)
- Stuletnia kronika kina (1997, wraz z Beatą Kasztelaniec i Janem F. Lewandowskim)
- 9 tom Słownika pojęć filmowych (1998)
- O zmianie zachowań komunikacyjnych (2002)